# Río Paraitinga
El río Paraitinga es un curso de agua del estado de São Paulo, en Brasil. Es el principal afluente del río Paraíba do Sul, que surge de la confluencia del río Paraitinga con el río Paraibuna a la altura de la ciudad de Paraibuna. Su nacimiento se localiza en el municipio de Areias, a una altitud de 1 800 metros, en el parque nacional de la sierra de Bocaina.

## Etimología
"Paraitinga" es originario del tupí antiguo paraitinga, que significa "río ruin y claro" (pará, "río grande" + aíb, "ruim" + ting, "claro" + a, sufijo).